# Gare de Vaulry
La gare de Vaulry était une gare ferroviaire française située sur le territoire de la commune de Vaulry dans le département de la Haute-Vienne en Nouvelle-Aquitaine.

## Situation ferroviaire
La gare de Vaulry est située au point kilométrique 445,010 de la ligne du Dorat à Limoges-Bénédictins. Son altitude est de 247 m.

## Histoire
Cette gare a été ouverte le 31 décembre 1880. Et est fermée au trafic actuellement.

## Service des voyageurs

### Accueil
C'était un point d'arrêt non géré (PANG), équipé de deux quais avec abris. Un parking pour les véhicules est présent.

### Desserte
Vaulry était desservie par des trains du réseau TER Nouvelle-Aquitaine (relation de Poitiers à Limoges).